# Szwarszowice
Szwarszowice – wieś w Polsce, położona w województwie świętokrzyskim, w powiecie ostrowieckim, w gminie Bodzechów. Leży przy DW751.

## Części wsi
| SIMC    | Nazwa                | Rodzaj    |
| ------- | -------------------- | --------- |
| 0229990 | Dwór                 | część wsi |
| 0230007 | Góry                 | część wsi |
| 0230013 | Szwarszowice-Kolonia | część wsi |

## Historia
W dokumentach z XV wieku występuje jako Szwarzischowycze, w 1578 Szwarziszowicze, w XIX wieku jako Swarszowice. Wieś kilkukrotnie zmieniała swoją parafię. W XV wieku należała do parafii Mychów, w 1578 do Mominy, w 1827 do Szewny, w późniejszym okresie ponownie do Mychowa.
Według Długosza w połowie XV wieku miejscowość należała do szlachty herbu Rawa. Miała łany kmiece i karczmę z rolą oddającą dziesięcinę prepozyturze kieleckiej. Na miejscu, w którym stała karczma (ślady starego kamiennego mostu w dawnym biegu drogi) rolnicy do dzisiaj znajdują pamiątki z tamtych czasów. Istnieje legenda o wykopaniu glinianego dzbana ze skarbem przez jednego z tutejszych mieszkańców. Łan należący do Warsza Michowskiego oddawał dziesięcinę kościołowi w Kielcach.
Według rejestru poborowego z 1578 wieś podzielona była pomiędzy kilku właścicieli. Wdowa Anna Olszyna posiadała połowę łanu i jednego zagrodnika. Stanisław Swarzyszowski i Wysocki mieli pół łanu i 3 zagrodników. Michał Swarzisz – połowę łanu, 2 zagrodników i jednego ubogiego komornika. Hieronim Swarz miał ¼ łanu. Stanisław Swarzisz – ¼ łanu i zagrodnika z rolą.
W 1827 Szwarszowice miały 8 domów i 45 mieszkańców. Według Słownika geograficznego Królestwa Polskiego z końca XIX wieku wieś Swarszowice, w parafii Mychów i gminie Częstocice, posiadała 12 domów, 74 mieszkańców, 40 mórg ziemi dworskiej i 94 ziemi włościańskiej.
W latach 1975–1998 miejscowość położona była w województwie kieleckim.
12 lutego 1944 roku oddział Armii Ludowej im. Sowińskiego stoczył w majątku Szwarszowice walkę z żandarmerią niemiecką. Po zakwaterowaniu się oddziału w majątku, w nocy, doszło do walki z oddziałem Armii Krajowej „Białe Barwy” pod dowództwem Konrada Suwalskiego ps. „Cichy”. W kilkugodzinnej walce zginęło czterech alowców. Pozostali poddali się. Oddział przestał istnieć. Źródła powstałe w Polsce Ludowej podają, że 10 z pojmanych zostało rozstrzelanych w pobliskim lesie a pozostałych zwolniono. 
Od 1944 roku siedziba Publicznej Szkoły Powszechnej w Szwarszowicach, później Publicznej Szkoły Podstawowej w Szwarszowicach im. I Brygady AL Ziemi Kieleckiej.

## Zabytki
- Murowany wiatrak typu holenderskiego, wybudowany w II połowie XIX wieku, wpisany do rejestru zabytków nieruchomych (nr rej.: 502 z 9.09.1957 oraz 563 z 27.08.1970)[8].

## Atrakcje turystyczne
- wąwozy – starorzecza potoku Szwarszowianka, zwane Dołami Kazika; ślady po starożytnych kurhanach i dymarkach. Pozostałości dworu Rychlickich, parku z olbrzymią, historyczną lipą.
- „Stanisławskie minizoo” – modele naturalnej wielkości świętokrzyskiej fauny i flory.